# Juraj Mulih
Juraj Mulih (Hrašće Turopoljsko, 30. travnja 1694. ‒ Zagreb, 31. prosinca 1754.), hrvatski katolički svećenik, isusovac, duhovni pisac i misionar.

## Životopis
Poslije pučke škole u Turopolju završio je gimnaziju u Zagrebu. Filozofski fakultet završio je u Beču, a četverogodišnji teološki studij u Trnavi. Stigavši iz Slovačke u Požegu, Mulih je već kao mladi svećenik propovijedao, ispovijedao, katehezirao, davao duhovne vježbe i organizirao bratovštinu. U to vrijeme počeo je pisati katekizme. Svojim misijskim radom povezivao je sve Hrvate katolike. Propješačio je cijelom u ono doba slobodnom Hrvatskom, od Senja do Osijeka i Varaždina, također hrvatskim selima u Mađarskoj sve do Budima. Posvuda je okupljao mnoštva, razumljivim jezikom propovijedao vjeru i čovječnost. Pješačio je bos od sela do sela, s kriškom kruha i komadićem sira u torbi, pazeći da ne bi svojim pothvatima ekonomski ugrozio siromašne mjesne župnike. Ulijevao je dušu, crkvenu i narodnu samosvijest narodu koji se tek oporavljao od teških rana turske okupacije. Suvremenici bilježe brojne slučajeve naglih i čudesnih neprotumačivih ozdravljenja bolesnika nad kojima je on molio.
Od svojih 27 apostolskih godina kao pučki misionar (od 1727. do 1754.) 20 godina posvetio je Zagrebačkoj biskupiji. Spominje se kao propovjednik u crkvi sv. Marka i u crkvi sv. Katarine, a bio je i upravitelj svetišta sv. Franje Ksaverskoga, pa upravitelj Bratovštine Muke Gospodnje i sv. Izidora. Na dan njegove smrti 31. prosinca 1754., zagrebački sabornici zatražili su od Družbe Isusove da učini iznimku od svojega uobičajenoga postupka s pokojnicima te da njegovo mrtvo tijelo izloži cijela četiri dana, da mu mnoštvo ožalošćenoga naroda iskaže počast. Mnoštvo svijeta došlo je u crkvu sv. Katarine na Gornjem gradu da ga vidi i iskaže mu svoje poštovanje i zahvalnost. Mulihovi posmrtni ostatci i danas počivaju u crkvi sv. Katarine.

## Djela
Objavio je oko 20 knjiga. Jedan je od najplodnijih hrvatskih duhovnih pisaca.
- 1734. Pisanicza duhovna kerstianskoga nauka puna, izpisana po Jednomu Misniku od Druxbe Issusove Missionariusu Apostolskomu za Uzkers poklonjena plemenitoi gospodi senatorom, purgarom.
- 1736. Bogolyubne pjsme za probuditi u serdcu griscnika lyubav Boxju i Mariansku, sversceno pokajanye od griha, za naucsiti sva otajstva vire i poglavite kriposti kerstianske pivati.
- 1742. Poszel apostolszki vu navuku kerschanszkom posztavlen z-oblasztjum, volyum i dareslivosztjum preszvetloga i prepostuvanoga goszpodina goszpodina Juraja Branjug. 1.134 str.
- 1742. Zerczalo pravedno gdisze ima isztinito izpiszanye kada, kako i zasto gerchkoga zakona lyudi, iliti kako nekoji govore hrisztjani, od sztare kerschanske katholichanszke czirkve [...].
- 1742. Duhovno zerczalo.
- 1742. Zerczalo szpovedno vu koje budesze hasznovito vgledati, vszakoga szpola, i sztalissa lyudem, da ne szamo knigo-znanczi vide, kakszeje potrebno k-szpovedi dobro pripraviti.
- 1744. Skola Kristusseva kerschanszkoga navuka obilno puna.
- 1746. Zakon bratinztva i zavjetek chudnoga sitka dveh pobosneh hisneh tovarussev Sz. Isidora i maricze, za pravo zerczalo i naszleduvanye navlaztito tesachkem lyudem pred ochi dusse ... sz. Isidora i Maricze.
- 1748. Nebeszka hrana vu szveteh jesztvinah kruhu i vinu tojeto pobosneh molitvah, litaniah i popevkah mleku i medu tojeto: katolichanszkom navuku hasznovitom razgovoru.

## Vanjske poveznice
- Poszel Apostolszki vu navuku kerschanszkom posztavlen (1742.), books.google.hr
- Skola Kristusseva, kerschanszkoga navuka obilno puna (1744.), digitalnezbirke.kgz.hr